# Зцілення дочки хананеянки

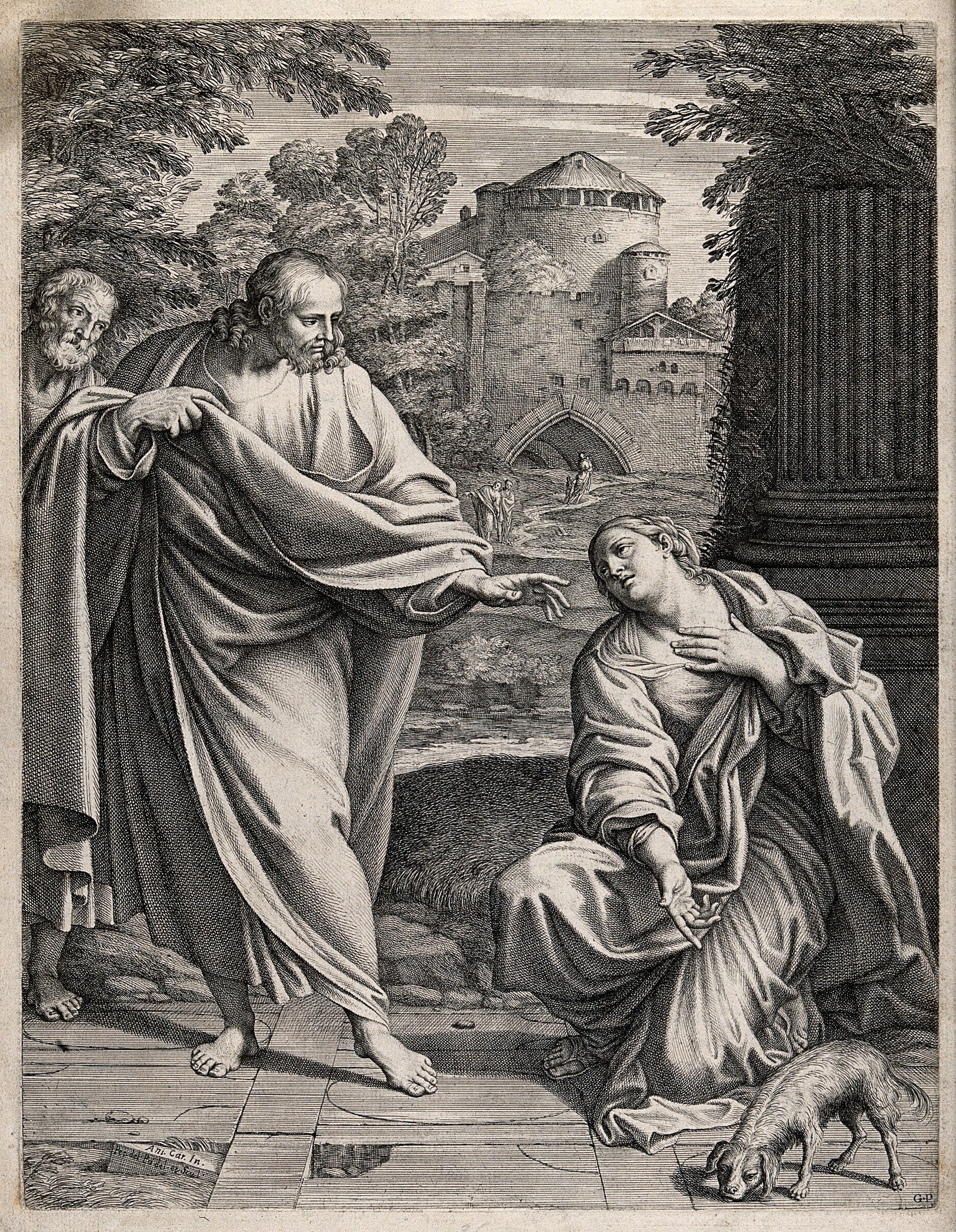
Хананеянка просить Ісуса Христа вилікувати її дочку. (П'єтро дель По, бл. 1650 р.)

Зцілення дочки хананеянки — євангельська подія, одно з чудес Ісуса Христа описана у Євангелії від Матвія (Мт. 15:21-28) та Євангелії від Марка (Мк. 7:24-30). У Євангелії від Марка, яка була написана для більше римської аудиторії, ця історія для кращого розуміння переказана як зцілення дочки сирофінікійської жінки, оскільки Фінікія належала до римської провінції Сирія. Згідно з обома розповідями, Ісус вигнав біса з дочки цієї жінки під час подорожей містами Тир та Сидон через віру, яку виявила жінка.

## Подія
В Євангелії від Матвія цей епізод відбувається після того, як Ісус мав розмову з книжниками і фарисеями, що прибули аж із Єрусалиму, щоби стежити за ним. Ісус покидає Палестину і проходить Тиром і Сидоном.
Саме смирення та віра ханаанської жінки, дві основні чесноти в очах Бога та прохання про молитву спонукали Ісуса здійснити чудо. Хананеянка зворушена благодаттю при наближенні Месії і черпає натхнення в ньому, щоб продовжити метафору про хліб, розпочату Ісусом. У їхньому діалозі хліб символізує божественне Слово; діти представляють жителів Ізраїлю, народ Ісуса, а щенята — язичників.